# Nowy Świat (zespół muzyczny)
Nowy Świat – polski zespół muzyczny grający muzykę w nurcie punk rocka. Założony został w 1997 r. w Warszawie. Jego twórczość wyraźnie nawiązuje do wczesnopunkowych klasyków tego nurtu. Z tego względu zaliczany jest do grupy polskich zespołów grających punk '77. Kapela wydała trzy albumy muzyczne. Jej utwory zamieszczone zostały także w kilkunastu składankach muzycznych. W swojej karierze formacja także koncertowała w kraju i za granicą. Muzycy mieli okazję występować na jednej scenie u boku krajowej czołówki punk rocka. Brali także udział w festiwalach i imprezach cyklicznych, w tym między innymi na 5 „Przystanku Woodstock”, „Ultra Chaos Piknik”, czy festiwalu „Totalny Rozpierdol Systemu”. Występowali także na żywo w audycjach radiowych, w programie IV Polskiego Radia w ramach „Ministerstwa Dźwięku”.

## Historia
Zespół muzyczny Nowy Świat założony został w Warszawie (Polska), w 1997 r.. Muzycy go współtworzący wywodzą się z dzielnicy Żoliborz. W niektórych opracowaniach można znaleźć informację, że zespół powstał na bazie kapeli Partia, po jej rozpadzie. W tym aspekcie, w podobnym tonie, wymieniany też bywa zespół Czad Bend. Nazwę własną zespołu – Nowy Świat – wymyślił Słowik i Smoła.
Pierwszą publikacją zawierającą dotychczasowy dorobek zespołu był album muzyczny „Nowy Świat” wydany na kasecie magnetofonowej (brak informacji o dacie wydania). To wydawnictwo powstało dzięki pomocy w nagraniu materiału udzielonej przez Federację Anarchistyczną. Ponadto na okładce kasety promowana był inicjatywa prowadzona pod hasłem „Zmowa powszechna przeciwko rządowi”. Kaseta wydana została w ramach akcji „M1”, a materiał nagrano w studio nagraniowym z Podkowy Leśnej. Potem dzięki pomocy i bezinteresownemu zaangażowaniu Roberta Brylewskiego kapela przystąpiła do nagrywania materiału w Złotej Skale, ale w pewnym momencie z braku finansowania, studio uniemożliwiono dalszą pracę, a nagrane już taśmy zarekwirowało. Brak jest informacji o dalszych losach nośników z tymi nagraniami. Kolejne nagrania powstały w studiu S-1 Akademii Muzycznej im. Fryderyka Chopina w Warszawie, w październiku i listopadzie 2004 r.. Znalazły się one na płycie uznawanej, mimo wcześniejszego wydawnictwa, za debiutancką. Ukazała się ona dopiero w 2006 r.. Ta płyta również otrzymała tytuł zbieżny z nazwą zespołu – „Nowy Świat”. Wydawcą albumu jest wydawnictwo muzyczne Jimmy Jazz Records. Później grupa miała sporą przerwę w swojej działalności. Po jej wznowieniu, zespół wydaje kolejny album zatytułowany „The Story Of Nowy Świat Vol.1”, który ukazuje się na rynku w 2022 r.. Jego wydawcą jest wydawnictwo muzyczne No Pasaran Records. Utwory zespołu były zamieszczane także w kilkunastu składankach muzycznych.
W swojej karierze kapela dawała wiele koncertów, w tym u boku krajowej czołówki punk rocka oraz grała z innymi, nieco mniej znanymi grupami, w kraju i za granicą. Można ty wymienić między innymi takich wykonawców muzycznych jak Kobranocka, Brygada Kryzys, KSU, Deuter, Cela nr 3, Peter and the Test Tube Babies, The Vibrators, The Damrockers, Utrata Skład, Nancy Regan, Dumbs, P.D.S., Werwolf 77, Pils, Komety, Lady Aarp, Los Fastidios (Włochy), Fiscales Ad-Hoc, The Anti-Nowhere League (Wielka Brytania), Stratford Mercenaries.
Kapela występowała także podczas kilku festiwali muzycznych. Przykładowo brała udział w 5 Przystanku Woodstock, który odbył się w Żarach, w dniach od 6 do 7 sierpnia 1999 r.. Występowała także na festiwalu „Ultra Chaos Piknik”. Brała udział w XIII edycji, która odbywała się w dniach od 24 do 25 czerwca 2022 r., w pierwszym dniu wydarzenia. Impreza odbyła się w Żelebsku koło Biłgoraja. Często grali też na legendarnym festiwalu punkrockowym „Totalny Rozpierdol Systemu”, między innymi w 1997 r. w Podkowie Leniej (to był pierwszy koncert zespołu Nowy Świat) oraz w edycji odbywającej się w dniach od 23 do 24 sierpnia 2002 r.. Z innych imprez cyklicznych, w których zespół uczestniczył, można wymienić warszawską „Kartę Browara” (pierwotnie „Karta Ciechana”). Zespół wystąpił w edycji V, w dniu 05.12.2014 r. obok takich wykonawców jak Reszta Pokolenia, Warsaw Dolls, Bunt, Good Attitude. W tej edycji benefit przeznaczono na potrzeby zwierząt z Celestynowa w Warszawie. 22.10.2022 r. uczestniczyli w odbywającym się cyklicznie wydarzeniu „Punk Generation”. Imprezy są orgaznizowane w Gliwicach (CKS Mrowisko, Klub Spirala). W edycji „Punk Generation 2022” występowali także inni wykonawcy muzyczni, a mianowicie Dezerter, Eye for an Eye, Uliczny Opryszek, Czerwone Kościoły, Darek Dusza i Demony, SKORUP/A.
Zespół ma też w swoim dorobku występy na żywo w audycjach radiowych. Występował na takim koncercie w Polskim Radiu BIS (Czwórka) w dniu 17.09.2011 r. Zespół wystąpił wówczas na żywo w programie czwartym Polskiego Radia w ramach cyklu radiowych audycji muzycznych odbywających się pod szyldem „Ministerstwo Dźwięku”.
Różne przykładowe występy zespołu Nowy Świat w Polsce oraz wykonawcy, z którymi kapela grała na na jednej scenie w ramach tych koncertów:
- 2008-04-04: Gdynia, Anawa, pozostali wykonawcy – The Damrockers, Disorient[30]
- 2008-04-05: Nowe, Tryglav, pozostali wykonawcy – The Damrockers, Werwolf 77, Nie Pierdol[30]
- 2008-04-06: Bydgoszcz, Estrada, pozostali wykonawcy – The Damrockers, Disorient[30]
- 2008-04-11: Warszawa, klub Pretekst, pozostali wykonawcy – PDS, Uliczny Opryszek, Pełna Kultura[31]
- 2013-04-04: Warszawa, Fono Bar, pozostali wykonawcy – ADHD Syndrom, Kolaboranci, Headless Babies[32]
- 2022-03-20: Warszawa, klub Potok – „Drugi Dom Ludzi Rocka”, pozostali wykonawcy – The Outcasts (Irlandia Północna – Belfast), Werwolf 77, The Braats[10][33]
- 2022-06-11: Warszawa, klub Pogłos, pozostali wykonawcy – Tasiemka, RedCrap[34][35].

## Skład

### Członkowie i ich funkcje
Członkowie z różnych okresów czasu, ich funkcja w zespole oraz instrumenty muzyczne, na których grali:
- Arkus: perkusista (perkusja)[9][36]
- Dedi (Rafał Dedyński): perkusista (perkusja)[6][9][37]
- Iga: perkusistka (perkusja)[34]
- Korkosz (Dariusz Korkosz): perkusista (perkusja)[9][38]
- Kuras[9][39]: gitarzysta (gitara)[39]
- Lesław[9][40][41] (Lesław Strybel): gitarzysta (gitara), wokalista[40][41]
- Magda: gitarzysta (gitara)[6][34]
- Majster: gitarzysta (gitara)[34]
- Mario: saksofonista (saksofon)[34]
- Nensi[9][34] (Martyna Załoga[42]): gitarzystka (gitara)[9][34]
- Słowik[6][9][43][44] (Marcin Słowicki[43][45]): wokalista[6][9][43][44][45]
- Smalec[9][46] (Tomasz Smalcerz): gitarzysta (gitara)[46], wokal w tle, chórki[47]
- Smoła[6][9][48] (Michał Smulikowski[48][49]): basista (gitara basowa)[6][9][48], wokal w tle, chórki[47]
- Szymon[9][34]
- Zbig: perkusista (perkusja)[9][50].

### Składy
Składy z różnych momentów i okresów czasu:
- pierwszy skład: Słowik, Smoła, Lesław, Arkus[12][34]
- drugi skład: Słowik, Smoła, Rafał (Dedi), Kuras[12]
- trzeci skład: Słowik, Smoła, Rafał (Dedi), Szymon[51]
- 2011 r., skład: Słowik – wokalista, Smoła – basista, Nensi – gitarzysta, Dedi – perkusista[9]
- 2018 r., skład: Słowik – wokalista, Smoła – basista, Magda – gitarzysta, Dedi – perkusista[6]
- 2022 r., skład: Słowik - wokalista, Smoła - basista, Majster - gitarzysta, Iga - perkusistka, Mario - saksofonista[34][52].

## Powiązania
Grupę w różnych okresach czasu współtworzyli muzycy, którzy uczestniczyli także w innych projektach muzycznych. Można tu wymienić między innymi następujące formacje i muzyków:
- Cytadela: Smoła[49]
- Czad Bent: Arkus, Lesław[6][9][12], Słowik, Smoła[12]
- Komety: Arkus[6][9][36], Lesław[6][8][9][41]
- Lesław i Administratorr: Lesław[41]
- Nancy Regan: Zbig, Nensi[6]
- Partia: Arkus[6][9][34][36], Lesław[6][8][9][34][41], Słowik[12]
- Stan Zvezda: Korkosz[6][9][34]
- Star of 77: Kuras[6]
- Werwolf 77: Kuras[9], Szymon, Smalec[6][9].

Ponadto Nensi brała udział w takich projektach muzycznych jak Nancy Regan, Kryzys, 52UM, Junkie Train, Trudna Młodzież, NANCY, a Magda w takich jak Parchy, Utrata Skład, Gang Śródmieście, NANGA.
Warto także wspomnieć o solowym projekcie muzycznym wokalisty Nowego Światu, Marcina Słowickiego (Słowik). Przy wydatnej pomocy zaprzyjaźnionych muzyków, pod nazwą własną „Martin Solo”, nagrał on swój solowy album muzyczny pod identycznym jak nazwa projektu tytułem „Martin Solo”. Został on wydany przez wydawnictwo muzyczne Jimmy Jazz Records (identyfikator albumu – JAZZ 134) w 2009 r..
Przy realizacji nagrań do albumu „Nowy Świat” z 2006 r. gościnnie z zespołem w pracach uczestniczył Mateusz Adamczyk. Śpiewał on w chórkach i jako wokal w tle.

## Twórczość, odbiór i opinie
Twórczość i muzyka zespołu „Nowy Świat” to klasyczny punk rock. Brzmienie utworów wyraźnie nawiązuje do wczesnopunkowych klasyków tego nurtu, szczególnie brytyjskich i polskich. W prezentowanym przez formację stylu nie brakuje więc bardzo melodyjnych kompozycji „wpadających w ucho”, motorycznych, żywiołowych, opartych na rock and rollu oraz klasycznych, punk rockowych riffach i rzężących gitarach. To przypisuje zespół do grupy polskich formacji grających w stylu punk '77. Ale mimo wskazanych wyżej klasycznych brzmień ich muzyki pełniej punkowej prostoty, zachowuje ona świeżość, spontaniczność oraz szczerość. Jest również pełna energii i wczesnopunkowego klimatu. Najprostszym i bardzo trafnym jej określeniem będzie stwierdzenie, że jest ona po prostu fajna. I nie zmieniają tego pewne drobne mankamenty dostrzegane w niektórych wykonaniach, opisywane takimi określeniami jak „nieco płaska realizacja” oraz drobne „niedociągnięcia wokalne”, które jednak są na tyle trudne do dostrzeżenia, że nie przeszkadzają w pozytywnym jej odbiorze. Tym bardziej, że jest ona naszpikowana utworami, których nie da się określić inaczej niż przeboje. Formacja jest jedną z tych kapel, które niejednokrotnie udowadniały, w różnych momentach czasu, że punk trzyma się dobrze.
Pod względem treści zaś, to nie ma tam polityki czy walki o zmiany na świecie, za to nie brakuje tematów stanowiących clou dla artystów działających w tym kręgu, czyli klimatu miasta, w tym przede wszystkim rodzimej Warszawy, ze szczególnym uwzględnieniem dzielnicy, z której wywodzą się muzycy – Żoliborza, codzienności, życiowych zmagań oraz oczywiście tematów dotyczących relacji damsko-męskich i związanych z dziewczynami. Pojawiają się czasem tematy bardziej punkowe, które można opisać takimi hasłami jak Babilon, barykady, nasza generacja. Teksty te w wyrażanych opiniach uznawane są za inteligentne, na wysokim poziomie.
Utwory wykonywane przez formację są autorstwa samych muzyków. Jest to efekt ich wspólnej pracy. W konkretnych przypadkach kompozytorami są indywidualnie poszczególni członkowie zespołu. Jeśli zaś chodzi o teksty piosenek to w dużej mierze ich autorem jest Słowik. Oczywiście oprócz utworów własnych zespół wykonuje także piosenki autorstwa osób spoza zespołu oraz wykonuje własne aranżacje utworów innych wykonawców. Przykładowo autorem słów do utworu „Barykada” jest niejaki M. Sitek. Pośród wspominanych coverów wykonywanych przez Nowy Świat to wymienić można przykładowo utwór legendarnego zespołu Nocne Szczury z Władysławowa, pod tytułem „Nocne szczury”, sam oparty na utworze „Silly Thing” formacji Sex Pistols, przeróbka utworu „Choć pójdziemy tam”, również Nocnych Szczurów oraz zaśpiewany po serbsko-chorwacku, zaaranżowany w sposób bardzo bliski pierwotnej wersji, utwór „Ne postojim”. Ten ostatni był hitem, ongiś znanej z koncertów w Polsce, grupy Električni orgazam z Belgradu, prezentowanym często w Rozgłośni Harcerskiej w drugiej połowie lat 80. XX wieku. Autorem utworu jest Srđan Gojković. W repertuarze grupy były również własne wersje znanych utworów „Bandiera Nera” i „Bandiera Rossa”. Ale oskarżenia o lewactwo i inne problemy wynikłe z ich wykonywania sprawiły, że kapela zaniechała ich grania. Zespół w swojej historii grał też na koncertach utwory zespołów, w których muzycy wcześniej występowali, przykładowo Partii i Czad Bentu.
Przez jednego z recenzentów, który komentował pierwszą kasetę zespołu, kapela porównana została do ultra-legendarnej formacji z Władysławowa, Nocnych Szczurów. Twórczość zespołu zawiera również wyraźne ślady dokonań kilku czołowych polskich zespołów punkowych lat 80. XX wieku, takich jak Kryzys, Brygada Kryzys, Deuter, Dezerter, Izrael. Słychać też tu klimat PRL. Ale nie znaczy to aby były to prymitywne naśladownictwo, wręcz przeciwnie. Ponadto pojawiają porównania do twórczości takich formacji jak Buzzcocks, Sex Pistols, The Clash, a momentami nawet do Celi nr 3. Co ciekawe mimo kontaktów z nieco innymi środowiskami formacja bywa niekiedy kojarzona także ze sceną street punk.

## Dyskografia

### Albumy zespołu
Albumy muzyczne zespołu Nowy Świat:
- „Nowy Świat”: rok wydania – brak danych, wydawca – 1 Maja (identyfikator albumu: A0000), nośnik danych – jedna kaseta magnetofonowa[7][13] (spotkać można oznaczenie tego albumu jako „Nowy Świat - M1”[2])
- „Nowy Świat”: rok wydania – 2006, wydawca – Jimmy Jazz Records (identyfikator albumu: JAZZ 089), nośnik danych – jedna płyta kompaktowa[16][18][19][59], pliki (MP3)[19]
- „The Story Of Nowy Świat Vol.1”: rok wydania – 2022, wydawca – No Pasaran Records (identyfikator albumu: bez identyfikatora), nośnik danych – jedna płyta gramofonowa, długogrająca, dwie wersje wydania[2][4][61][62][63][64], album cyfrowy (streaming, digital download – MP3, FLAC)[64].

### Składanki
Składanki, kompilacje, w ramach których zamieszczono minimum jeden utwór muzyczny zespołu Nowy Świat:
- „Prowadź mnie ulico vol. 2” (w ramach serii wydawniczej – „Prowadź mnie ulico”): rok wydania – 2005 r., wydawca – Jimmy Jazz Records (identyfikator albumu – JAZZ 077), nośnik danych – jedna płyta kompaktowa, utwór numer 6 „Jaki mam być?”[65][66][67].
- „Punks, Skins & Rude Boys Now! Vol. 8”: rok wydania – 2002, wydawca – Jimmy Jazz Records (identyfikator albumu – 8), nośnik danych – jedna płyta kompaktowa, załączona do fanzinu „Garaż” numer 18, utwór numer 11 pod tytułem „Vampir” oraz utwór numer 26 pod tytułem „Idę po ulicy”[68]
- „Tribute to Partia”: rok wydania – 2005, wydawca – Jimmy Jazz Records (identyfikator albumu – JAZZ 083), nośnik danych – jedna płyta kompaktowa, utwór numer 2 pod tytułem „Reve”[69][70]
- „Warsaw Hardcore/Punk Atak”: 2005 r., wydawca – Liberation Zine, załączona do zina Liberation Zine # 14, nośnik danych – jedna płyta kompaktowa, utwór numer 2 pod tytułem „Atak”[71][72]
- „Dolina Lalek: Tribute to Kryzys vol. 2”: rok wydania – 2006, wydawcy – W moich oczach, Manufaktura Legenda (identyfikatory albumu, odpowiednio – ML 5, VEGCD 3538), nośnik danych – jedna płyta kompaktowa, utwór numer 11 pod tytułem „Wojny Gwiezdne”[73][74]
- „Prowadź mnie ulico vol. 3” (w ramach serii wydawniczej – „Prowadź mnie ulico”): rok wydania – 2006 r., wydawca – Jimmy Jazz Records (identyfikator albumu – JAZZ 092), nośnik danych – jedna płyta kompaktowa, utwór numer 3 od tytułem „Kwadraty” i utwór numer 16 pod tytułem „Nowy Świat”[75][76][77]
- „Punks, Skins & Rudeboys Now! Vol. 14”: rok wydania – 2006 r., wydawca – Jimmy Jazz Records, promo, załączona do zina Garaż nr 24, nośnik danych – jedna płyta kompaktowa, utwór numer 5 od tytułem „Kwadraty” i utwór numer 15 pod tytułem „Elektroniczna Magda”[78][79]
- „Prowadź mnie ulico vol. 4” (w ramach serii wydawniczej – „Prowadź mnie ulico”): rok wydania – 2007 r., wydawca – Jimmy Jazz Records (identyfikator albumu – JAZZ 104), nośnik danych – jedna płyta kompaktowa, utwór numer 4 od tytułem „Dead Boys” i utwór numer 16 pod tytułem „Kino Moskwa”[80][81][82]
- „Prowadź mnie ulico vol. 5” (w ramach serii wydawniczej – „Prowadź mnie ulico”): rok wydania – 2008 r., wydawca – Jimmy Jazz Records (identyfikator albumu – JAZZ 118), nośnik danych – jedna płyta kompaktowa, utwór numer 2 od tytułem „Gwiazdy” i utwór numer 15 pod tytułem „Mózg”[83][84][85]
- „Warszawskie Dzieci - Piosenki Powstania Warszawskiego”: rok wydania – 2009 r., wydawca – Muzeum Powstania Warszawskiego (identyfikator albumu: bez identyfikatora), nośnik danych – jedna płyta kompaktowa, utwór numer 3 pod tytułem „Marsz Mokotowa”[86]
- „Warsaw Hardcore Punk Attack Vol. 2”: rok wydania – 2012 r., wydawca – No Pasaran Records (identyfikator albumu: bez identyfikatora), nośnik danych – jedna płyta kompaktowa lub jedna płyta gramofonowa, długogrająca, utwór numer 4 (A4) pod tytułem „Konwalia”[87]
- „Partia – 2 CD Box”: rok wydania – 2013 r., wydawca – Jimmy Jazz Records (identyfikator wydania – Jimmy Jazz Records – JAZZ Box 001, Jimmy Jazz Records – JAZZ 141, Jimmy Jazz Records – JAZZ 083), box set, nośnik danych – dwie płyty kompaktowe, CD nr 2, utwór numer 2 pod tytułem „Reve”[88]
- „Ultra Chaos Piknik 2022-2023”: rok wydania – 2024 r. (premiera – 28.06.2024 r. podczas festiwalu Ultra Chaos Piknik #15), nośnik danych – dwie płyty kompaktowe, CD1 „Ultra Chaos Piknik #13”, utwór numer 14 pod tytułem „Mózg”[89][90], album cyfrowy (streaming, digital download – MP3, FLAC)[90].